# ヤン・スヴォラダ

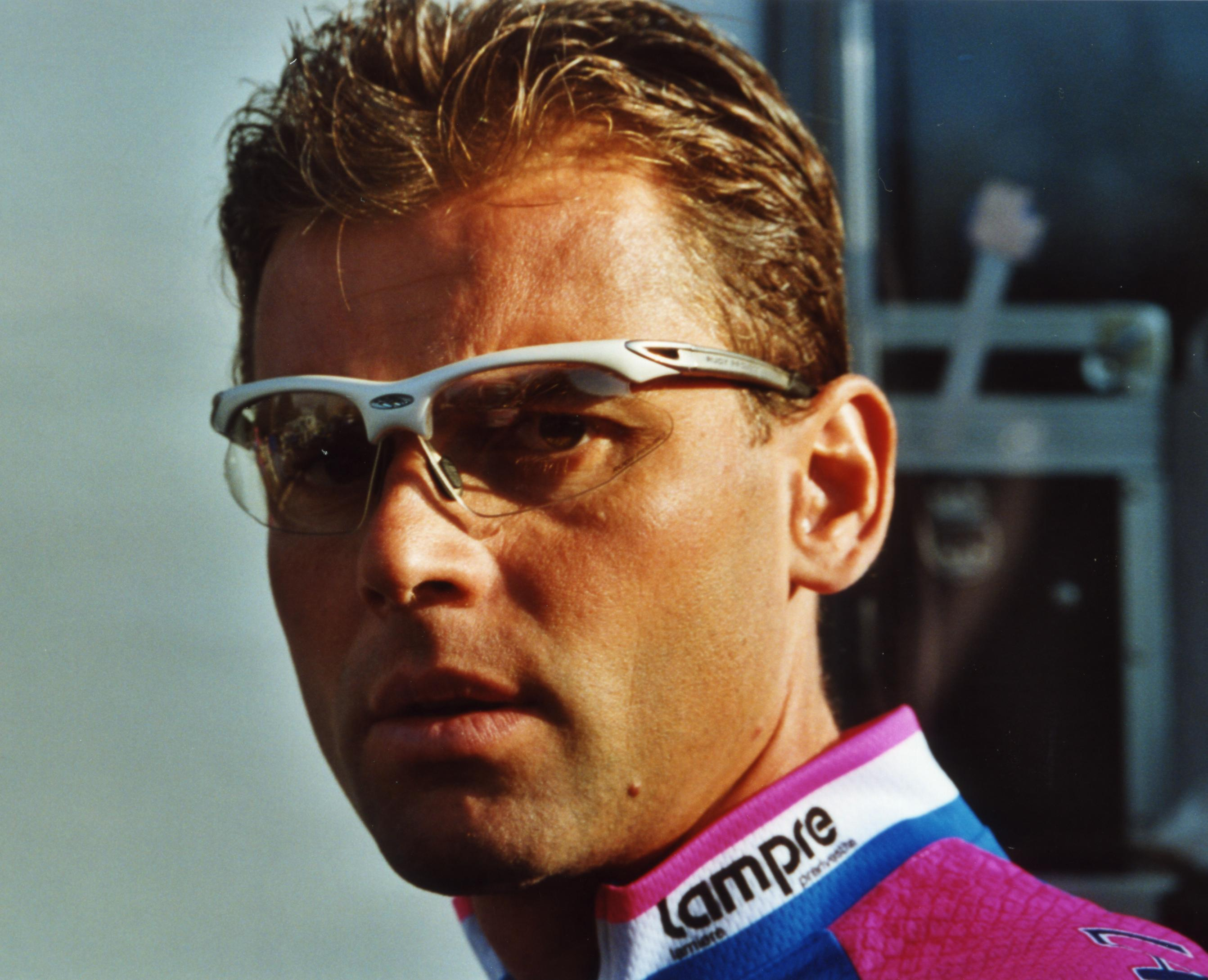
ヤン・スヴォラダ

ヤン・スヴォラダ（Jan Svorada 、1968年8月28日 - ）はチェコの元自転車プロロードレース選手。スロバキア・トレンチーン出身。1991年プロ入り、2006年引退。ステージレースの区間優勝を狙うスプリンターとして活躍し、通算80勝 を上げた。

## 所属チーム
- 1991年　コルナゴ
- 1992-95年　ランプレ（92年Lampre-Colnago、93年Lampre-Polti、94-95年Lampre-Panaria）
- 1996年　パナリア
- 1997-98年　マペイ（97年Mapei-GB、Mapei-Bricobi98年）
- 1999-2004年　ランプレ（99-02年Lampre-Daikin、03-04年Lampre）
- 2005年　EDシステム-ZVVZ
- 2006年　GRISOFT XCR

## 経歴
92年にツール・ド・ロマンディで区間1勝を上げるが、よりその名を高めたのは翌93年のジロ・デ・イタリア。区間優勝はなかったもののインテルジロ賞を獲得しスプリント力をアピールした。
94年は絶好調で、ジロ・デ・イタリアではポイント賞のアブドヤパロフを上回る区間3勝を上げ、総合優勝に輝いたロシアのベルツィンとともに東欧勢躍進を印象付けた。その後に行われたツール・ド・フランスでも区間1勝している。
97年にはブエルタ・ア・エスパーニャで区間3勝を上げ、三大ツールのすべてで区間優勝を達成した。
98年のツール・ド・フランスでは前半のステージではチームメイトのステールスを勝たせる「トレイン」の発射台となるが、前半だけで区間2勝させる完璧なアシストをこなした上、自らも区間優勝を勝ち取った。
マペイ分裂の99年以降はチーム力が減少したこともあり勝ち星も減少するが、2001年のツール・ド・フランスでは最終区間のシャンゼリゼ通りで区間優勝し、健在ぶりをアピールした。

## 主な成績

### グランツール
- 1993年　ジロ・デ・イタリア　インテルジロ賞
- 1994年　ジロ・デ・イタリア3勝　ツール・ド・フランス1勝
- 1995年　ジロ・デ・イタリア1勝[2]
- 1997年　ブエルタ・ア・エスパーニャ3勝
- 1998年　ツール・ド・フランス1勝
- 2000年　ジロ・デ・イタリア1勝[2]
- 2001年　ツール・ド・フランス1勝

### ステージレース
- 1992年　ツール・ド・ロマンディ1勝
- 1994年　グランプリ・ミディ・リブル優勝　ツール・ド・ロマンディ1勝
- 1995年　ティレーノ～アドリアティコ1勝
- 1996年　ティレーノ～アドリアティコ2勝　エトワール・ド・ベセージュ優勝　ツール･ド･スイス1勝
- 1997年　ブエルタ・ア・カタロニア3勝
- 1998年　ティレーノ～アドリアティコ1勝　ダンケルクの4日間1勝
- 1999年　ティレーノ～アドリアティコ1勝
- 2000年　ティレーノ～アドリアティコ1勝
- 2001年　グランプリ・ミディ・リブル1勝　ダンケルクの4日間1勝
- 2004年　ツール・ド・ロマンディ1勝

### ワンデーレース
- チェコ選手権　1996年、1998年、2005年